# Terminoflustra calveti
Terminoflustra calveti är en mossdjursart som först beskrevs av Guerin-Ganivet 1911.  Terminoflustra calveti ingår i släktet Terminoflustra och familjen Flustridae. Inga underarter finns listade i Catalogue of Life.